# Hengstenberg (Nahrungsmittelhersteller)
Die Hengstenberg GmbH & Co. KG ist ein 1876 gegründetes Familienunternehmen der Lebensmittelindustrie mit Sitz in Esslingen am Neckar.

## Geschichte
Mit 18.000 Mark, der gesamten Mitgift seiner Frau, beteiligte sich Richard Alfried Hengstenberg (1848–1904) 1876 an einer Essigfabrik im württembergischen Esslingen. Die ersten Produkte des Unternehmens Kallhardt & Hengstenberg waren Gurken, Essig und Senf. Zwei Jahre später stieg der Sozius aus und Richard Alfried Hengstenberg führte das Unternehmen alleine fort. Wegen des Wachstums des Betriebes zog man 1895 vom bisherigen Standort in der Esslinger Altstadt auf ein größeres Gelände in der Mettinger Straße am Stadtrand um. Das Unternehmen brachte 1932 das weltweit erste pasteurisierte Sauerkraut auf den Markt. Seit 1950 füllt das Unternehmen Essig in verbrauchergerechte Flaschengrößen ab, zugleich entstand die Marke Altmeister für diese Essige. Für die produzierten Sauerkraute wurde 1953 der Markenname Mildessa erfunden, 1964 folgte der Markenname Rotessa für Rotkrautprodukte. Seit 1967 bietet das Unternehmen unter der Marke Oro di Parma mediterrane Tomatenprodukte an. Im Jahr 2009 wurde der Hauptsitz nach Esslingen-Zell verlegt. Nachdem dort sieben Jahre lang der Standort der Firmenzentrale war, zog das Unternehmen im Jahr 2016 wieder zurück an seinen ehemaligen Standort in die Mettinger Straße auf das Hengstenberg-Areal in Esslingen.

## Produkte

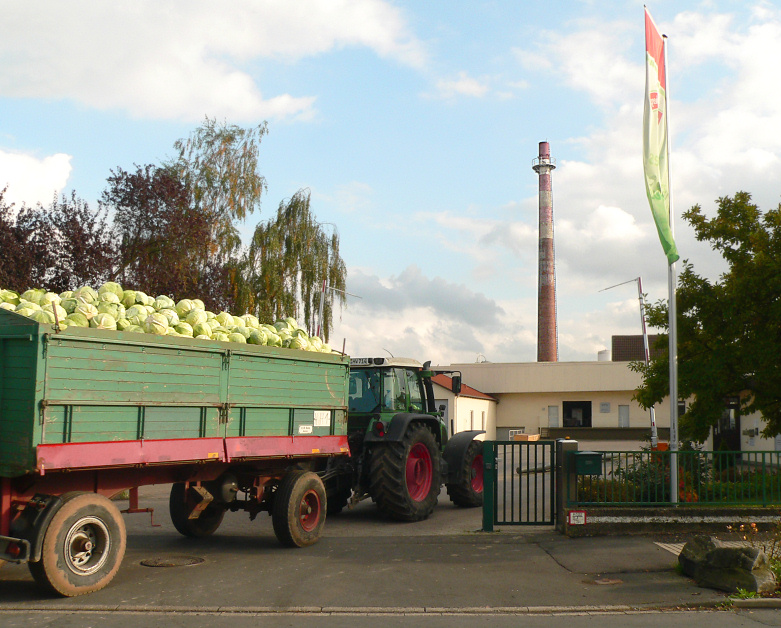
Weißkohlanlieferung in die Produktionsstätte Fritzlar

Das Unternehmen entwickelt und produziert an Standorten in Bad Friedrichshall und Fritzlar Sauer-, Weinessig- und Feinkostartikel. In Esslingen befindet sich die Hauptverwaltung und befand sich bis 2010 ein kleiner Teil der Essigproduktion.

Historisches Logo

Das Sortiment umfasst rund 140 verschiedene Artikel wie beispielsweise Sauerkraut, Essiggurken oder Senf. Hengstenberg liefert seine Produkte in circa 40 Länder. Für verschiedene Märkte werden länderspezifische Sortimente angeboten. Im US-amerikanischen Raum, aber auch in Fernost, insbesondere in Japan wird z. B. das „Bavarian Style Sauerkraut“ vertrieben.
Bekannte Markennamen des Unternehmens sind Knax, Mildessa und Oro di Parma. In Deutschland ist Hengstenberg Marktführer im Bereich Sauerkraut.